# Калевальский национальный парк
Национа́льный парк «Калевальский» — национальный парк в Республике Карелия.

## Общие сведения
Расположен в северной части Костомукшского городского округа на территории приграничной с Финляндией (община Суомуссалми). ФГБУ «Национальный парк «Калевальский» было образовано 3 июля 2007 года на площади 74 400 га. Западные рубежи национального парка проходят по российско-финляндской границе.
С 16 марта 2015 года является частью ФГБУ "Государственный природный заповедник «Костомукшский». Ознакомиться с Приказом Министерства природных ресурсов РФ № 100 от 16 марта 2015 года, а также новым Уставом от 29 сентября 2015 г., можно на сайте заповедника www.kost-zap.ru в разделе «О нас» . Информация о посещении парка на сайте www.kostzap.com

## Цель создания
Основной целью создания НП явилось сохранение одного из последних в Европе крупных массивов старовозрастных сосновых лесов, который является одним из уникальных центров аборигенной фауны и флоры и представляет несомненную ценность сохранения биоразнообразия территории для научных и рекреационных целей. Парк является резерватом генофонда лесообразующих пород
В соответствии с поставленными целями перед парком стоят следующие задачи:
- сохранить для настоящих и будущих поколений один из последних крупных массивов девственных лесов Северной Фенноскандии;
- восстановить объекты, имеющие культурное, историческое и познавательное значение, связанные с традиционным таежным природопользованием;
- обеспечить выживание территории как одного из крупнейших в Фенноскандии естественного местообитания и центра расселения аборигенной фауны и флоры и резервата генофонда лесообразующих пород;
- использовать территорию НП как эталон нетронутой природы Северной Фенноскандии и проводить на постоянной основе, в том числе в рамках международных проектов, научно-исследовательские работы и мониторинг окружающей среды в условиях тотальной антропогенной трансформации природных комплексов Фенноскандии;
- осуществлять экологическое образование, просвещение и воспитание, сотрудничая со школами, институтами, неправительственными организациями в целях экологически устойчивого развития;
- создать условия и организовать различные виды регулируемого туризма и отдыха, в том числе с образованием значительного количества рабочих мест и широким привлечением местного населения из поселка городского типа Калевала, д. Вокнаволок и г. Костомукша для участия в туристском бизнесе и развитии его инфраструктуры.

## Природное значение
Данный национальный парк даёт возможность сохранить и обезопасить жизнь и сохранение многих видов животных таких как белка, лесная куница, росомаха, бурый медведь, лесной северный олень.

## Климат
В январе средняя температура — − 12,5 °С, в июле средняя температура — 14,5 °С. Среднегодовое количество осадков составляет 500-600 мм. Снежный покров держится 170–180 дней.

## Растительный мир
В НП «Калевальский» отмечено 529 видов сосудистых растений. Из них в Красную книгу России занесены следующие: водные растения — полушники озёрный и тончайший, лобелия Дортмана (все встречаются часто), осока синеватая, пальчатокоренник Траунштейнера, а также исключительно редкий и давно не встречавшийся в республике вид — пальчатокоренник кровавый. В Красную книгу Карелии помимо перечисленных видов внесены: гроздовник ланцетолистный, осока тонкоцветковая (первая находка в Карелии за последние 50 лет), звездчатка чашечкоцветковая, кипрей Хорнеманна.
В НП «Калевальский» встречаются 160 видов листостебельных мхов. К редким и охраняемым видам отнесены: Sphagnum denticulatum, Dicranella rufescens, Discelium nudum, Warnstorfia pseudostraminea, Pseudotaxiphyllum elegans, которые занесены в Красную книгу Карелии и Восточной Фенноскандии.
На территории НП обнаружено 167 видов лишайников, из них пять видов занесены в Красную книгу Карелии и 1 вид — в Красную книгу Восточной Фенноскандии.
Леса НП на 85 % представлены сосняками. Еловые леса занимают около 10 % лесных земель.

## Животный мир
Животный мир национального парка «Калевальский» очень разнообразен. В НП «Калевальский» зарегистрировано всего 38 видов млекопитающих; 7 представителей отряда насекомоядных, 1 — рукокрылых, 1 — зайцеобразных, 13 — грызунов, 13 — хищных и 3 — парнокопытных.
Фауна охотничьих животных имеет облик типичный для бореальных лесов. Нередко встречаются: белка, лесная куница, росомаха, рысь, бурый медведь, лось и лесной северный олень.
В парке отмечено 143 видов птиц. К настоящему времени на гнездовье обнаружено 26 видов занесённых в:
- Красную книгу России: орлан-белохвост, скопа, беркут, сапсан.
- Красную книгу Карелии: краснозобая гагара, лебедь-кликун, гусь-гуменник, луток, клуша, серый журавль, бородатая неясыть, чёрный коршун, пустельга, дербник, серый сорокопут, горихвостка-лысушка, оляпка.
- Красную книгу Финляндии: чернозобая гагара, чеглок, малый пёстрый дятел.
- Красную книгу Восточной Фенноскандии: полевой лунь, турухтан, гаршнеп, садовая овсянка, овсянка-дубровник.

Видовой состав насекомых является типичным и естественным для первобытных таёжных лесов. Ихтиофауна рек и озер территории НП «Калевальский» включает 17 видов рыб, в том числе кумжа, пресноводный лосось, сиг, ряпушка, хариус, гольян, окунь, ёрш, плотва и щука.
В реках и ручьях НП «Калевальский» обитает редкий вид моллюска — обыкновенная жемчужница, которая внесена практически во все Красные книги — Карелии, России, Финляндии, Скандинавии. Она выживает только на порожистых участках рек и ручьёв с чистой водой и не выносит загрязнения.

## Культурно-историческое значение
Люди веками существовали на этой территории, не разрушая среду своего обитания. Несмотря на утрату прежнего уклада жизни, эти места заслуживают сохранения и частичного восстановления как памятники культуры, истории и традиционного природопользования. Территория НП «Калевальский» — самый последний крупный фрагмент «эпической» первобытной природы. В этом смысле его можно сравнить только с самыми выдающимися историческими местами России. Смешение элементов традиций саамов (лопарей) и карел сформировали здесь своеобразную культуру с богатым устным народным творчеством, языковыми особенностями и своеобразием хозяйственной деятельности. Здесь расположены 43 археологических и исторических памятника и объекта.